# Joakim Brodén
Joakim Brodén (ur. 5 października 1980 w Falun) – szwedzki wokalista, kompozytor, autor tekstów i muzyk. Po matce ma pochodzenie czeskie, jest również posiadaczem dwóch obywatelstw: szwedzkiego i czeskiego. Joakim Brodén jest znany przede wszystkim z wieloletnich występów w zespole heavymetalowym Sabaton, którego był współzałożycielem. Wraz z zespołem trzykrotnie uzyskał nominację do nagrody szwedzkiego przemysłu fonograficznego Grammis. Przez krótki okres był także członkiem zespołu Stormwind.
W 2009 roku wraz z ówczesnymi członkami zespołu Sabaton otrzymał tytuł honorowego obywatela gminy Zawady w Polsce.

## Dyskografia
- Desert – Star of Delusive Hopes (2011, Sleaszy Rider Records, gościnnie śpiew)[10]
- Van Canto – Break the Silence (2011, Napalm Records, gościnnie śpiew)[11]
- Wisdom – Rise of the Wise (2016, NoiseArt Records, gościnnie śpiew)[12]
- Pain – Coming Home (2016, Nuclear Blast, gościnnie śpiew)[13]
- Grailknights – Pumping Iron Power (2018, Intono Records, gościnnie śpiew)[14]
- BABYMETAL – Oh! MAJINAI (2019, gościnnie śpiew)[15]